# Hoh Sai Hu
Hoh Sai Hu (kinesiska: 库赛湖) är en sjö i Kina. Den ligger i provinsen Qinghai, i den nordvästra delen av landet, omkring 800 kilometer väster om provinshuvudstaden Xining. Hoh Sai Hu ligger 4 475 meter över havet. Arean är 262 kvadratkilometer. Den sträcker sig 22,2 kilometer i nord-sydlig riktning, och 40,1 kilometer i öst-västlig riktning.